# وادي كودوري
وادي كودوري، والمعروف أيضًا باسم وادي كودوري ((بالجورجية: კოდორის ხეობა)، (بالأبخازية: Кәыдырҭа)‏)، هو وادي نهر في أبخازيا، الجمهورية الانفصالية المستقلة لجورجيا. كان الجزء العلوي من الوادي، الذي يسكنه السفانيين، هو الزاوية الوحيدة لأبخازيا بعد عام 1993، التي تسيطر عليها مباشرة الحكومة الجورجية المركزية والتي منذ عام 2006 تصف المنطقة رسميًا باسم أبخازيا العليا (Geo. ზემო აფხაზეთი ، Zemo Apkhazeti). في 12 أغسطس 2008، سيطرت القوات الروسية الأبخازية على وادي كودوري الأعلى، الذي كانت تسيطر عليه جورجيا سابقًا.

## وصف

خريطة لأبخازيا العليا بما في ذلك وادي كودوري

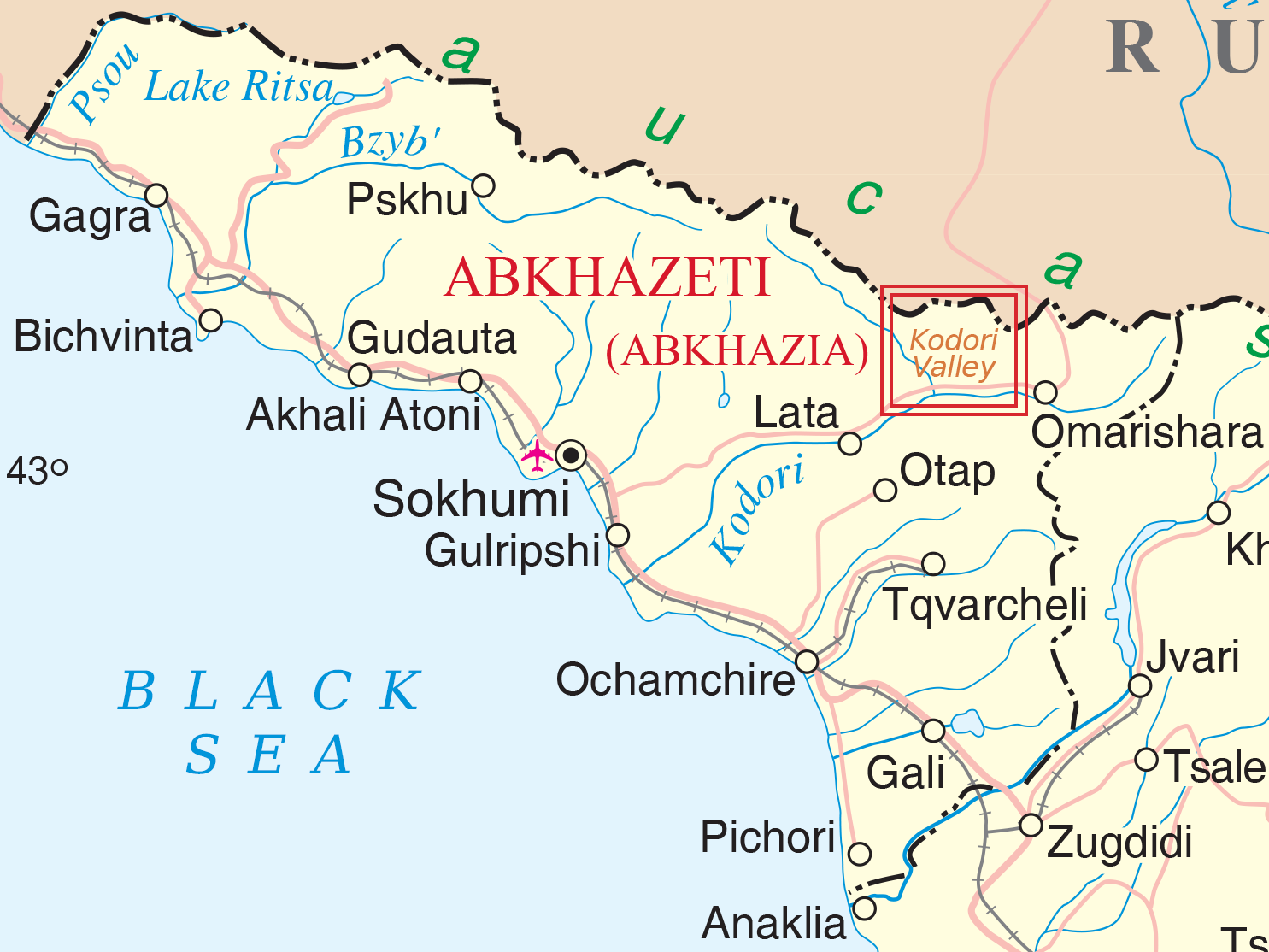
خريطة لأبخازيا توضح موقع وادي كودوري الأعلى

يقع وادي كودوري الأعلى في الروافد العليا لنهر كودوري في الجزء الشمالي الشرقي من أبخازيا، على بعد حوالي 65 كم (40 ميلاً) داخل حدود إدارية رسمية للمنطقة مع بقية جورجيا. تقع على بعد حوالي 30 كم (20 ميلا) أسفل الساحل من عاصمة أبخازيا سوخومي. على ارتفاع 1300 إلى 3984 متر، تغطي المنطقة مجموعة من المناظر الطبيعية من الغابات الجبلية الصنوبرية إلى الغطاء الثلجي المتقطع. وفقًا لآخر تعداد جورجي (2002)، كان عدد سكان الجزء الذي كان يسيطر عليه الجورجيون في الوادي 1,956 نسمة منهم 1,912 من أصل جورجي (سفان).

## روابط خارجية
- جغرافيا الوادي
- أنشطة بعثة مراقبي الأمم المتحدة في جورجيا في الوادي
- التوترات الجورجية الروسية ، من مقالة مركز الدراسات الاستراتيجية والدولية
- التوترات الجورجية الروسية
- توغل عسكري روسي في عام 2002
- موسكو تطلق العنان لزعيم جبل ضد جورجيا (أوراسيا ديلي مونيتور)
- جورجيا تستعيد السيطرة على المعركة في كودوري (Eurasia Daily Monitor)
- نجاح جورجيا في KODORI GORGE BOLSTERS Case لتحل محل «سلام ال[ <span title="The time period mentioned near this tag is ambiguous. (October 2016)">متى؟</span>سلام" الروسي (أوراسيا ديلي مونيتور)
- تبليسي تحول كودوري إلى «مركز إداري مؤقت» في أبخازيا (جورجيا المدنية)
- خرائط جوجل